# Katarina Genar
Anna Katarina Louise Genar, född 1973, är en svensk författare av barn- och ungdomslitteratur.

## Biografi
Genar är logoped och arbetar med inriktning på barns språkutveckling. Hon debuterade 2010 som författare med En hemlig vän.
Boken Pensionat Vidablicks gåta (2011) beskrevs som en läsvärd och gåtfull berättelse om en mystisk kattunge som lockar en flicka till ett förfallet pensionat. Boken fick Hans Petersonstipendiet med motiveringen:
| ” | Förväntningarna på ett sommarlov kan vara många, och det blir inte alltid som man tänkt sig. Detta skildrar årets Hans Peterson stipendiat, Katarina Genar, på ett ovanligt vackert och mystiskt sätt i ”Pensionat Vidablicks gåta”. Sagas vardag med familj, vänner och nya möten vävs ihop i ett magiskt mönster, som lämnar stort utrymme åt fantasin. Förr och nu länkas samman i en kärleksfull livsberättelse. Både innehåll och språk flödar av en lekfull gåtfullhet som berör och är oförglömlig. | „ |

Boken Den magiska kappan (2012) är en berättelse där magin förenar två flickor från två olika tider och världar. Boken Magisk December (2019) har i Harry Potter-anda blandat socialrealism och magi.

### Mystiska skolan
- 2014 – Genar, Katarina; Jansson Alexander. Anden i glaset. Stockholm: Bonnier Carlsen. Libris 16489032. ISBN 9789163876622
- 2014 – Genar, Katarina; Jansson Alexander. Svarta madam. Stockholm: Bonnier Carlsen. Libris 15081640. ISBN 9789163876592
- 2015 – Genar, Katarina; Jansson Alexander. Spökhunden. Stockholm: Bonnier Carlsen. Libris 17872767. ISBN 9789163877483
- 2016 – Genar, Katarina; Jansson Alexander. Pianot på vinden. Stockholm: Bonnier Carlsen. Libris 19414799. ISBN 9789163889400
- 2017 – Genar, Katarina; Jansson Alexander. Spöket i biblioteket. Stockholm: Bonnier Carlsen. Libris 20005870. ISBN 9789163892691
- 2017 – Genar, Katarina; Jansson Alexander. Spöksången. Stockholm: Bonnier Carlsen. Libris 20576289. ISBN 9789163896118
- 2018 – Genar, Katarina; Jansson Alexander. Spöket i dimman. Stockholm: Bonnier Carlsen. Libris 22410189. ISBN 9789163899584
- 2018 – Genar, Katarina; Jansson Alexander. Charlie, Charlie är du där?. Stockholm: Bonnier Carlsen. Libris 22571663. ISBN 9789163899775
- 2019 – Genar, Katarina; Jansson Alexander, Holmgren Jeanette. Blodmåne. Bonnier Audio. Libris s3zh56v7q74gc72v. ISBN 9789178271856
- 2019 – Genar, Katarina; Jansson Alexander. Spökdiscot. Stockholm: Bonnier Carlsen. Libris s3vwh2nxqrb4pll7. ISBN 9789178034369

## Priser och utmärkelser
- 2011 – Hans Petersonstipendiet för boken Pensionat Vidablicks gåta.[3]
- 2012 - Linköpings kommuns kulturstipendium